# Henri-Martin Lamotte
Pour les articles homonymes, voir Lamotte.
Henri Charles Martin dit Henri-Martin Lamotte est un artiste-peintre français né à Paris le 19 juillet 1899 et mort à Orléans le 29 août 1967.

## Biographie
Henri-Martin Lamotte naît le 19 juillet 1899 sous le nom de Henri Charles Martin au 14 Rue Milton dans le 9e arrondissement de Paris.
Henri Charles Martin est le premier des enfants de Émile Alfred Martin Agent de change à Paris né le 23 septembre 1872 et décédé le 15 janvier 1959 et Henriette Louise Lamotte née le 3 septembre 1875 et décédée le 18 octobre 1955 . Il est l’aîné de la famille et aura deux sœurs Colette Martin née en 1903 et décédée en 1941 ainsi que Simone Henriette Martin née en 1905 et décédée en 2000.
Très jeune il se montre doué pour le dessin. Il perfectionne ses dons en travaillant la peinture à l'huile, l'aquarelle, la sculpture et le moulage en cours du soir dans des ateliers parisiens et y obtient plusieurs prix.

On fait appel à ses talents pour brosser des décors de théâtre, de ballets et d’opéra. À l'âge de 20 ans, il entre dans le groupe des « enragés » avec Gen paul.
Le 19 mars 1938 à la mairie du 9e arrondissement de Paris, il épouse Joséphine Courmont (1897-1979), antiquaire à Paris.
À l'âge de 30 ans (en 1929), il se lie à Camille Pissarro qui l'invite à entrer dans le groupe "les Partisans".

Cinq ans plus tard, en 1934 il expose régulièrement au « Salon des artistes français ».
Puis la Seconde Guerre mondiale éclate ; il est appelé et contracte une tuberculose l'hiver 1939-1940.
Pour des raisons de santé, et sa belle-famille (Hulleu) habitant Dunkerque, il fréquentera beaucoup les littoraux.

Il peint notamment l'Ile d'Yeu, la Corse, la Baie de Douarnenez, Honfleur, les canaux, quittant aussi la France pour explorer les rivages de la Hollande en 1946, et de l'Algérie en 1952. En 1946 il se rend en hollande pour faire ses dévotions à Rembrandt et à Hals.
En 1950 il se remet à peindre et accroche deux toiles au salon des artistes indépendants de 1950.
Il établit ensuite son atelier à la campagne, à Leuville-sur-Orge, à environ 30 km au sud-ouest de Paris, dans le département de l'Essonne il trouve à côté de la ou il habite sa montagne sainte victoire: la tour de Montlhéry, dont il réussit plusieurs superbes visions panoramiques. 
Depuis longtemps le spectacle de la vie moderne l’a rendu quelque peu sarcastique à son égard. Il en apprécie d’autant mieux la vie simple de la campagne et c’est peut être sa dernière toile, représentant une scène du marché d’Arpajon que la mort en 1967 l’empêcha d’achever, qu’il a le mieux exprimé son goût de la vie, son amour de ses semblables, sa sensibilité en résonnance avec le vécu le plus immédiat.
Comme il l’a noté un jour sur ses papiers : « Qu’ils sont rares ceux qui peuvent franchir la ligne de démarcation qui permet de bien « voir » et de réellement peser. Est ce une intuition, une voyance, une grâce qui laisse entrevoir l’indéfinissable »
Il décède à Orléans le 29 août 1967. Dessins, aquarelles, tableaux s’accumulent au fil des années.
Il est connu pour ses paysages littoraux d'inspiration post-impressionniste, mais a produit quelques œuvres aux ambiances et teintes monochromes qui évoquent Pissarro pour certains sujets (vie à la campagne, travailleurs) et le Van Gogh des années 1880 (Ex : Les mangeurs de pommes de terre) ou certains traits de l'expressionnisme (avec par exemple les Godillots en 1932).